# メル・ブルックス/逆転人生
『メル・ブルックス/逆転人生』（メル・ブルックス/ぎゃくてんじんせい、原題: Life Stinks）は、1991年にアメリカ合衆国で公開されたコメディ映画。

## 概要
コメディ映画の巨匠であるメル・ブルックスが、『スペースボール』（1987年）以来4年ぶりに製作・監督・共同脚本・主演の4役をもこなした作品である。
ブルックス監督作品の中では珍しいことに、物語は特定作品のパロディではなく、社会風刺の効いたオリジナル・ストーリーとなっている。

## ストーリー
ケチで見栄っ張り、血も涙もない強欲な大富豪ボルトは、ロサンゼルスのスラム街を一掃する「ボルト・シティ都市計画」に情熱を燃やしていた。
ある時、ライバルの企業経営者ヴァンスから「30日間、金もコネも持たずにスラム街で生き延びることができたら土地を提供する」と提案されたボルトは、その賭けに応じる。
大金持ちから一転して一文無しの浮浪者となったボルトは、サイバイバル・ゲーム開始から2日目、スラム街で浮浪者の若い女性モリーと出会う。

## キャスト
| 役名                   | 俳優                       | 日本語吹替え |
| ---------------------- | -------------------------- | ------------ |
| ゴダード・ボルト       | メル・ブルックス           | 穂積隆信     |
| モリー                 | レスリー・アン・ウォーレン | 藤田淑子     |
| ヴァンス・クラズウェル | ジェフリー・タンバー       | 池田勝       |
| プリチャード           | スチュアート・パンキン     | 江原正士     |
| セイラー               | ハワード・モリス           | 槐柳二       |
| J・ポール・ゲティ      | ルディ・デ・ルカ           | 沢木郁也     |
| フュームズ             | テディ・ウィルソン         | 増岡弘       |
| ノウルズ               | マイケル・エンサイン       | 伊井篤史     |
| スティーヴンス         | マシュー・フェイソン       | 小島敏彦     |
| ウィリー               | ビリー・バーティ           |              |
| ミーン・ヴィクター     | ブライアン・トンプソン     |              |
| ヨー                   | レイモンド・オコナー       |              |
| 結婚式の牧師           | サミー・ショア             | 小島敏彦     |
| スペイン語の通訳       | フランク・ローマン         | 江原正士     |
| ファーガソン           | ロバート・リッジリー       | 吉水慶       |
| ドッド                 | ジョン・ウェルシュ         | 広瀬正志     |

## スタッフ
- 監督：メル・ブルックス
- 製作総指揮：エズラ・スワードロウ
- 製作：メル・ブルックス
- 原案：メル・ブルックス、ルディ・デ・ルカ、ロン・クラーク、スティーヴ・ヘイバーマン
- 脚本：メル・ブルックス、ルディ・デ・ルカ、スティーヴ・ヘイバーマン
- 撮影：スティーヴン・ポスター
- 編集：デイヴィッド・ローリンズ
- 音楽：ジョン・モリス

## バージョン
この映画は、本編が96分の国際版と一部シーンをカット・入れ替えている92分のアメリカ版の二種類が存在する。日本で劇場公開されたのは国際版で、これはVHSとLDにも収録されたがDVDにはアメリカ版が収録されている。本編の違いについては、以下の点が挙げられる。
- ヴァンスにスラム街へ放り出されたボルトが、廃墟のイスに座り、そこでゲティに遭遇するシーンはアメリカ版ではカットされている。
- ホテルに入るボルトに声をかける浮浪者2人組のシーンが、アメリカ版ではカットされている。
- 国際版では、ホテルでチェックインするシーンでベルボーイが登場する。
- 国際版では、モリーとボルトの会話シーンが一部追加されている。
- 国際版では、ゲティとの喧嘩のシーンが一部追加されている。
- パーティー会場に浮浪者が乱入してくる場面で、アメリカ版では倒れたボトルの下でウィリーが口を開けて酒を飲むシーンが、国際版では浮浪者が金持ちの男と肩を組み服を汚すシーンに入れ替わっている。
- ヴァンスが負けを認める場面で、アメリカ版では浮浪者の群衆全員が映っているが、国際版ではモリーたちがアップで映っている。
- 映画内のテレビに映る、ボルトが建設予定の施設のイラストが、アメリカ版と国際版で異なっている。